# Nazionale maschile under 15 di calcio dell'Albania
La nazionale di calcio albanese Under-15 è la rappresentativa calcistica Under-15 dell'Albania ed è posta sotto l'egida della Federazione calcistica albanese.

## Storia
L'Under-15 albanese è stata fondata nel 2009 per partecipare ai Giochi olimpici giovanili estivi (Calcio) ed è stato nominato come allenatore Sulejman Demollari, l'ex ed ultimo allenatore della nazionale maggiore albanese fino al 2002. L'Under-15 albanese ha giocato la sua prima partita contro il Liechtenstein nel girone di qualificazione alle seminali il 17 ottobre 2009 vincendo 2-0 con i gol di Jurgen Vatnikaj e E.Hoxha. L'Under-15 albanese è passata alla finale dove ha affrontato il Montenegro il 19 ottobre 2009. Tuttavia, ha perso 1-2, perdendo la partecipazione ai Giochi Olimpici giovanili estivi 2010.
Il 25 luglio 2016 la Federazione calcistica albanese ha annunciato di aver pianificato un ritorno dell'Under-15 albanese partendo da diverse selezioni nel mese di agosto, principalmente per i giovani talenti in Italia l'11 e 12 agosto e in Grecia il 13 agosto. Il 28 settembre 2016 l'Under-15 albanese ha avuto un raduno nel centro di formazione nazionale Kamëz, Tirana, Albania per due giorni. L'allenatore Alessandro Recenti, ha radunato quasi 35 giocatori che sono stati selezionati in Grecia e Albania.